# Carl Wilhelm Scheele

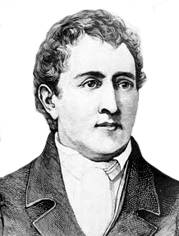
Carl Wilhelm Scheele (Darstellung aus dem Jahr 1887)

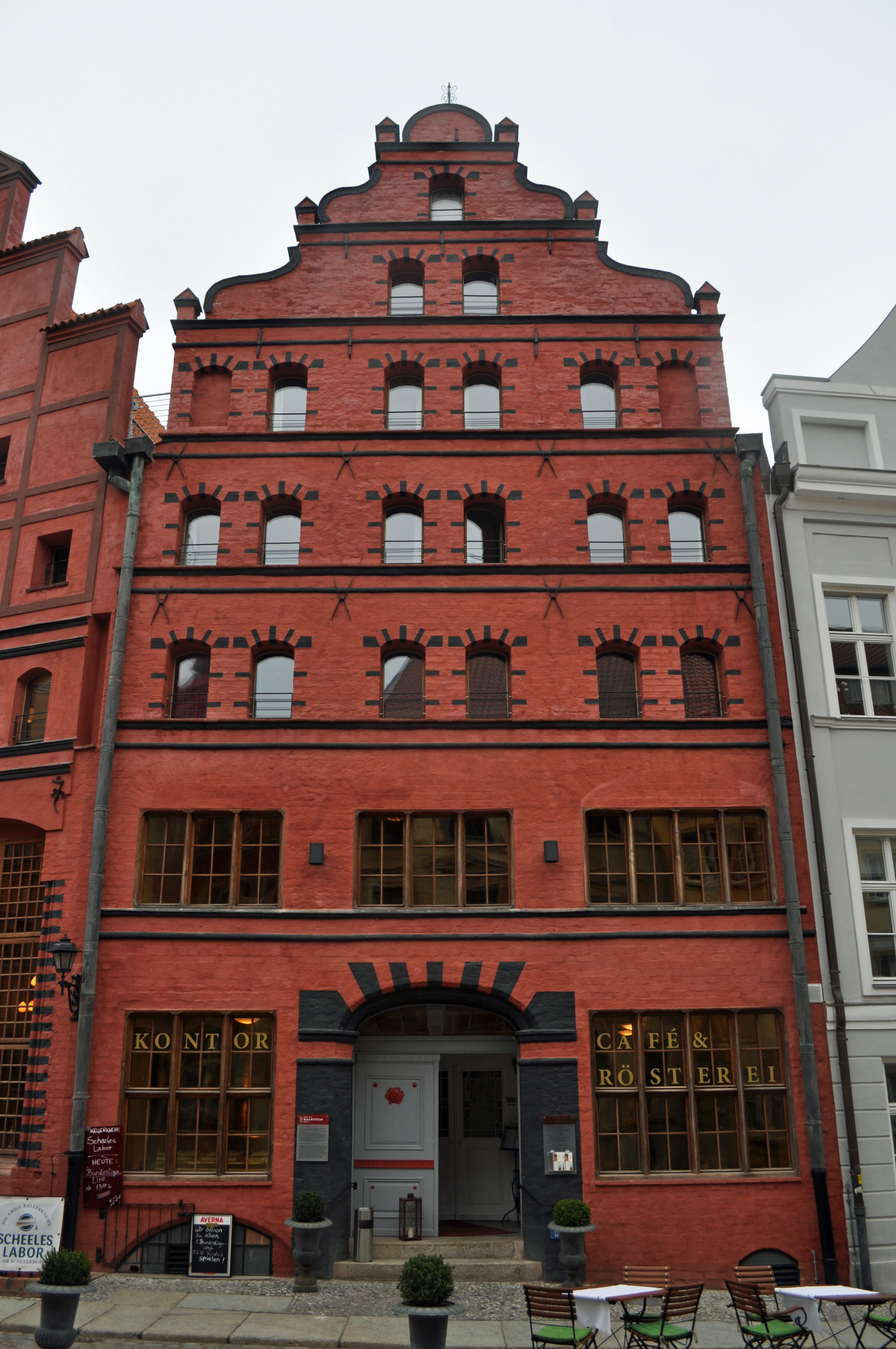
Haus Fährstraße 23 („Scheelehaus“) in Stralsund

Carl Wilhelm Scheele (* 19. Dezember 1742 in Stralsund, Schwedisch-Pommern; † 21. Mai 1786 in Köping, Schweden) war ein deutscher Apotheker und Chemiker. Er isolierte und untersuchte viele chemische Verbindungen und trug zur Entdeckung mehrerer Elemente bei, insbesondere der des Sauerstoffs.

## Leben
Carl Wilhelm Scheele wurde als Sohn des Stralsunder Brauers und Kornhändlers Joachim Christian Scheele, eines angesehenen Bürgers der Stadt, und seiner Ehefrau Margaretha Eleonora, geborene Warnkros, als siebtes von elf Kindern geboren. Die Geschäfte des Vaters gingen zeitweilig schlecht, 1745 musste er Konkurs anmelden. Hierbei wurde auch Scheeles Geburts- und Elternhaus in der Fährstraße versteigert. Die Familie wohnte dann bei Verwandten und wechselte danach mehrfach die Wohnung in Stralsund. Der Vater arbeitete als Makler und konnte trotz geringer finanzieller Mittel Carl Wilhelm 1748 in eine Privatschule schicken. Über dessen Jugendjahre ist wenig bekannt.
Zur Zeit von Scheeles Geburt gehörte Stralsund seit dem Dreißigjährigen Krieg zu Schwedisch-Pommern. 1757 ging Scheele nach Göteborg in Schweden. In der Apotheke „Zum Einhorn“ begann er eine Lehre. Der aus Mecklenburg (Güstrow) stammende Besitzer der Apotheke, Martin Andreas Bauch, erkannte die Wissbegier seines Lehrlings und bezog ihn in die Laborarbeit mit ein. Scheele studierte mit großem Aufwand sämtliche Fachbücher, die ihm zur Verfügung standen. 1765 erhielt er den Gesellenbrief und wechselte nach Malmö in die Apotheke „Fläkta Örn“ (etwa: „Zum flügelspreizenden Adler“), deren Besitzer Kjellström ebenfalls die Forschungen Scheeles förderte und unterstützte. Hier schrieb Scheele auch erste Aufsätze über die in seinen Versuchen gewonnenen Erkenntnisse. Diese wurden von den akademischen Größen der Zeit nicht ernst genommen und abgelehnt. Hier in Malmö begegnete er dem Professor für Chemie an der Universität Lund, Anders Jahan Retzius. Dieser wurde sein Unterstützer und Freund. Retzius drängte Scheele, systematisch zu arbeiten und genaue Berichte zu fertigen. Beide arbeiteten gemeinsam an Laborversuchen.
Im Jahr 1768 zog Scheele nach Stockholm und arbeitete in der Apotheke „Zum Raben“. Retzius war ihm nach Stockholm gefolgt und beide betrieben in ihrer freien Zeit weiter Forschungen.
Wegen der begrenzten Möglichkeiten, weitere Forschungen durchzuführen, zog Scheele 1770 nach Uppsala. Hier fand er bei dem Apotheker Christian Ludwig Lokk, einem pommerschen Landsmann, in der Apotheke „Zum Wappen von Uppland“ beste Bedingungen zur Forschung. Er hatte Zugang zum Laboratorium und alle Freiheiten, dieses zu nutzen. In Uppsala versuchte Scheele, mit den gelehrten Wissenschaftlern der Universität Uppsala in Kontakt zu treten. Ein Zufall half ihm, den bekannten Chemiker Torbern Olof Bergman kennenzulernen. Dieser bezog Chemikalien aus Lokks Apotheke. Eine Lieferung Salpeter reagierte ungewöhnlich, was in der Universität nicht enträtselt werden konnte, Scheele aber kannte die Lösung und es kam daraufhin zur Zusammenarbeit der beiden so unterschiedlichen Fachleute. Damit war auch eine Anerkennung Scheeles Arbeiten bei anderen Wissenschaftlern gesichert, es erschienen erste Abhandlungen über Flussspatsäure (Flusssäure; 1771) und über Braunstein (1774) in den Schriften der Königlichen Akademie Uppsala. Im Oktober 1774 wurde Scheele zur Aufnahme in die Akademie der Wissenschaften vorgeschlagen und im Februar 1775 erfolgte die Aufnahme. Dies war für einen Nichtakademiker wie Scheele eine ungewöhnliche Ehrung.
Seine Studien führten im Zeitraum von 1772 bis 1773 zur Entdeckung von Sauerstoff und Stickstoff, die Ergebnisse publizierte er aber erst 1777 in seinem einzigen Buch Chemische Abhandlung von der Luft und dem Feuer, wodurch er etwas von dem Ruhm an Joseph Priestley verlor, der unabhängig von ihm den Sauerstoff 1771 entdeckt (und diese Entdecklung 1774 publiziert) hatte.

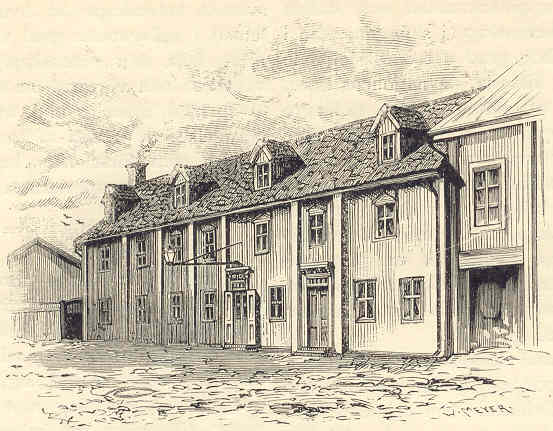
Scheeles Apotheke in Köping

Er litt auch in Uppsala darunter, als Laborant nur nebenher forschen zu können. 1775 erhielt er aber die Gelegenheit, als Provisor in der Apotheke in Köping am Mälarsee zu arbeiten. Als der Besitzer Pohl im April 1775 starb, übernahm er die Apotheke. Die Übernahme stand unter keinem guten Stern, da ihm ein anderer Provisor die Apotheke streitig machte. Scheele hatte sich aber in Köping in kürzester Zeit einen guten Ruf erarbeitet und auch mit der Fürsprache von anderen bekannten Wissenschaftlern wurde der mit dem anderen Provisor abgeschlossene Kauf rückgängig gemacht. Auch war Scheele durch die übernommenen Schulden der Apotheke und die Unterhaltszahlungen für die Witwe und deren Sohn belastet. 1777 reiste er nach Stockholm. Hier stellte er sich im Beisein des Königs der Königlichen Akademie der Wissenschaften als Mitglied vor und erhielt ein jährliches Stipendium. Vor dem Collegium medicum legte er im Rahmen seiner Aufnahme in die Akademie zudem das Examen als Apotheker ab.
Seine Forschungen betrieb er zunächst in einem Gartenschuppen im Hof der Apotheke, und erst 1782 konnte er eine neue Apotheke mit Wohnhaus und Labor in zentraler Lage erwerben.
Scheele entdeckte die Adsorption von Gasen an Holzkohle sowie die katalytische Veresterung organischer Säuren durch Mineralsäuren. Darüber hinaus kochte er Essig in geschlossenen Gefäßen auf und fand damit einen Konservierungsprozess, welcher der Pasteurisierung ähnelte.
Er machte erste Versuche mit Silberchlorid und entdeckte dessen von der spektralen Zusammensetzung abhängige Lichtempfindlichkeit. Scheele fand auch heraus, dass geschwärztes Silberchlorid durch Ammoniak unlöslich wird und fand – ohne sich dessen bewusst zu sein – ein Fixiermittel, das die Beständigkeit des Bildes gewährleistet.
Im Herbst 1785 erkrankte er. Die Witwe des verstorbenen Vorbesitzers, Sara Margarethe Pohl, geb. Sonneman, pflegte ihn und führte ihm den Haushalt. Als Scheele seinen Tod nahen sah, heiratete er sie am 19. Mai 1786 und setzte sie testamentarisch zu seiner Universalerbin ein. Am 21. Mai 1786 starb Carl Wilhelm Scheele.
An seinem Geburtshaus in der Stralsunder Fährstraße 23 erinnert eine Gedenktafel an den bekannten Chemiker und Pharmazeuten.
Der Mondkrater Scheele, der Asteroid (12356) Carlscheele und das Mineral Scheelit sind nach ihm benannt. Ihm zu Ehren ist der Scheele-Preis benannt. Die Landesgruppe Mecklenburg-Vorpommern der Deutschen Pharmazeutischen Gesellschaft führt ihm zu Ehren den Namen „Scheele-Gesellschaft“.

## Entdeckungen (Chemie)

### Elemente
- Barium: Aus dem aufgrund der hohen Dichte schon lange bekannten Mineral „Bologneser Sonnenstein“ (Schwerspat, eine Form des Bariumsulfats) gewannen Scheele und sein schwedischer Kollege Johan Gottlieb Gahn 1774 eine neuartige „Erde“, also ein bisher unbekanntes Oxid, welches Torbern Olof Bergman als Terra ponderosa bezeichnete[5]. Scheeles Vermutung, dass es sich dabei um das Oxid eines neuen Elements handelte, bestätigte Humphry Davy 1808 endgültig.
- Chlor: Was viele Alchimisten sicher vorher schon erfuhren, wurde von Scheele erstmals systematisch untersucht. Er erhielt 1774 das Gas Chlor durch Oxidation von Salzsäure mit Braunstein. Allerdings erkannte Scheele nicht, dass es sich hierbei um ein weiteres neues Element handelt. Dies blieb Antoine Laurent de Lavoisier vorbehalten, der es schon 1789 in seiner Elementeliste „Radical muriatique“ aufführte. Scheele-Denkmal in Köping.

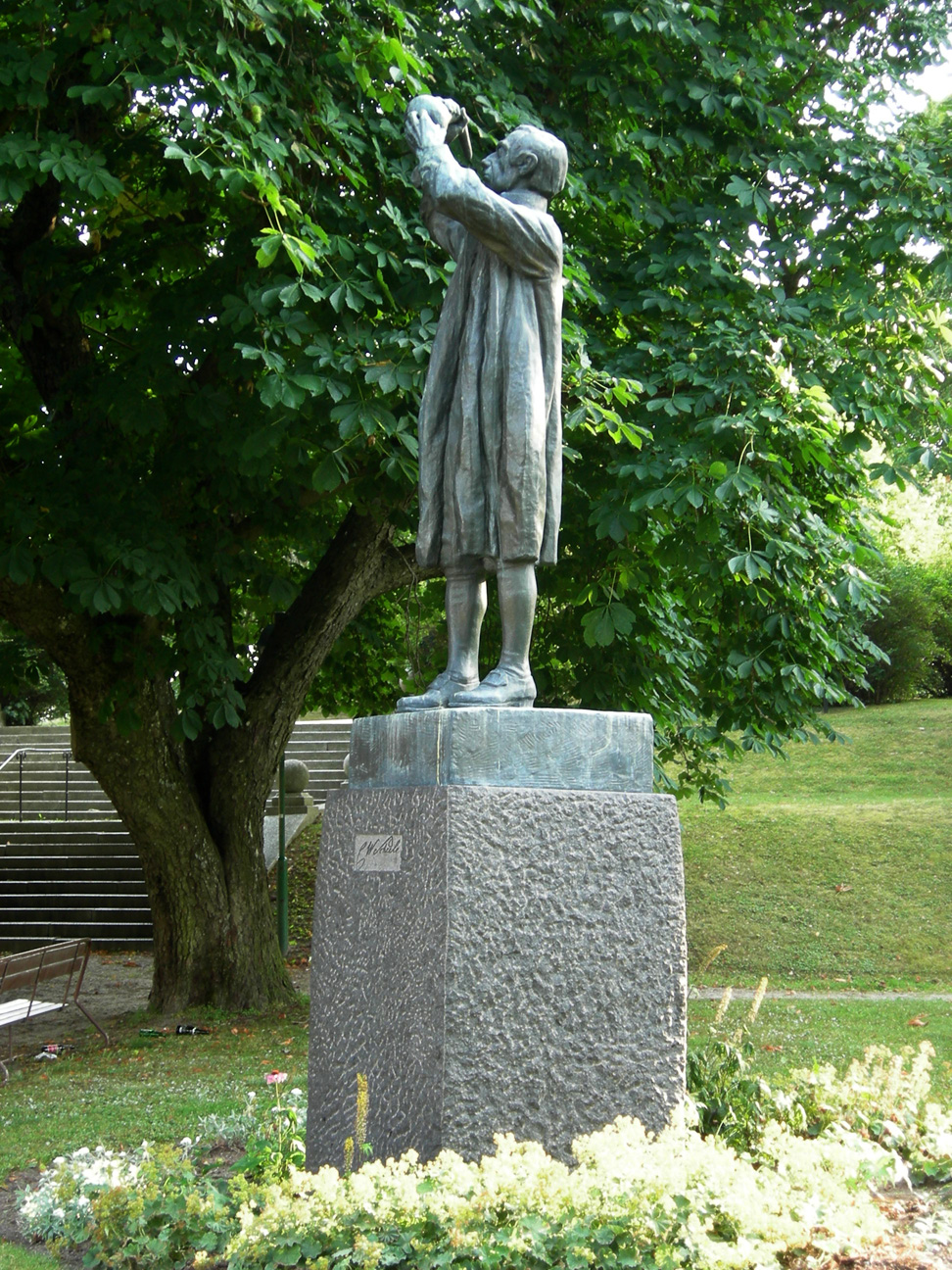
Scheele-Denkmal in Köping.

- Fluor: Die schon 1768 von Andreas Sigismund Marggraf entdeckte Flusssäure untersuchte Scheele ab 1771 eingehend und schrieb darüber mehrere Abhandlungen, die 1793 von Sigismund Friedrich Hermbstädt wieder veröffentlicht wurden. Scheele erarbeitete damit den „Glasätztest“ zum Nachweis von Fluoriden und Flusssäure. Hauptsächlich durch Scheeles Arbeiten hieß die Säure lange auch „Schwedische Säure“. Sie wurde aus dem Mineral Flussspat (Calciumfluorid) gewonnen, das Scheele sehr richtig als Kalkverbindung der Flusssäure charakterisierte. Die chemische Zusammensetzung der Säure war allerdings unbekannt. Bertrand Pelletier, Louis Donadei (1790, 1792) und Domenico Morichini (1805) hielten sie für ein Produkt der „Transmutation“ von Phosphorsäure, mit der sie oft vergesellschaftet vorkommt. Daraus das Element Fluor zu isolieren und als solches zu charakterisieren wurde erst circa 100 Jahre später möglich (1886 durch Henri Moissan).
- Mangan: Die als Braunstein bezeichneten Mangan-Minerale (Mangandioxid und Braunstein) wurden über Jahrhunderte für eine Art Eisenerz gehalten. Erst Scheele gelang durch exakte Analysen der Nachweis, dass diese Minerale kein Eisen enthalten. Seinem Kollegen Johan Gottlieb Gahn gelang 1774 die Reduktion von Manganoxid durch Kohle zu elementarem Mangan.
- Molybdän: Ursprünglich galten die Bezeichnungen „Reißblei“, „Wasserblei“, „Schreibblei“ und „Töpferblei“ auch für Graphit und Molybdänsulfid. Man hielt Graphit für eine Form des Bleiglanzes („Plumbago“). Scheele gelang 1778 die Herstellung von Molybdän(VI)-oxid (Molybdäntrioxid) aus Molybdänglanz sowie der Nachweis, dass es sich bei Graphit um reinen Kohlenstoff handelt. Trotz Scheeles Nachweis hält sich der Begriff Bleistift bis heute, obwohl dessen Mine aus Graphit besteht. Die Vermutung Scheeles, dass es sich bei der von ihm gefundenen Verbindung um das Oxid eines neuen Elements handelt, konnte Hjelm 1781 durch die Gewinnung elementaren Molybdäns aus dem Oxid bestätigen.
- Phosphor: Elementarer Phosphor konnte schon vorher, allerdings nur aus schwer erhältlichen Rohstoffen, dargestellt werden. Scheele fand 1774 ein Verfahren zu dessen Herstellung aus Knochen. Er leistete damit unter anderem einen Beitrag zur Herstellung von Zündhölzern.
- Sauerstoff und Stickstoff: 1771 begründete Scheele die Gasanalyse. Er fand heraus, dass Luft aus Sauerstoff („Feuerluft“, „Vitriolluft“) und Stickstoff („verdorbene Luft“) besteht. Außerdem stellte er Sauerstoff durch Erhitzen von Silber- und Quecksilbercarbonat, Quecksilberoxid, Kalium- und Magnesiumnitrat dar. Er veröffentlichte seine Ergebnisse erst 1777, sodass häufig Joseph Priestley als Entdecker des Sauerstoffs gilt.
- Wolfram: Aus dem Mineral Tung Sten (schwedisch für „Schwerer Stein“, seit 1820 Scheelit) gewann Scheele ein Oxid, das 1783 zwei spanische Chemiestudenten (Juan José Elhuyar (1754–1796) und Fausto Elhuyar (1755–1833)) im Labor des schwedischen Chemikers Torbern Olof Bergman zu elementarem Wolfram reduzierten. Obwohl sich der deutsche Name Wolfram auch in Skandinavien durchgesetzt hat, heißt das Element mit dem Zeichen W in englischer und französischer Sprache daher „tungsten“ beziehungsweise „tungstène“.

### Verbindungen
- Acetaldehyd: 1774 entdeckt, jedoch nicht näher charakterisiert
- Ammoniak: 1774 chemische Zusammensetzung untersucht
- Blausäure: 1782 Synthese (Reaktion aus Berliner Blau und verdünnter Schwefelsäure)
- Gallussäure: 1786 aus Galläpfeln isoliert
- Glycerol: 1779 bei Verseifung von Olivenöl mit Bleioxid entdeckt
- Harnsäure: 1776 entdeckt (unabhängig von Bergman)
- 2-Hydroxybernsteinsäure (Äpfelsäure): 1785 aus Apfelsaft isoliert
- Kupferarsenit (Scheeles Grün, Mineralgrün, Schwedischgrün, ein Kupfersalz der arsenigen Säure): 1778 erstmals hergestellt.
- Milchsäure: 1780 in saurer Milch entdeckt
- Oxalsäure: 1776 durch Oxidation von Zucker mit Salpetersäure gleichzeitig mit Bergman (daher der frühere Name „Zuckersäure“, der heute für die Glucarsäure verwendet wird)
- pflanzliches Eiweiß (Proteine)
- Pyrogallol: 1786 Herstellung durch Erhitzen der Gallussäure. Dieses Verfahren wird auch heute noch angewendet.
- Schwefelwasserstoff: 1777 näher untersucht
- Weinsäure: 1769 aus Weinstein abgeschieden
- Zitronensäure: 1784 aus Zitronensaft isoliert

## Ehrungen
- Scheele-Denkmal in Köping
- Carl-Scheele-Straße in Berlin-Adlershof
- Karl-Scheele-Straße in Frankfurt am Main
- Scheelestraße in Berlin-Lichterfelde